# Weser (Ourthe)
Die Weser (auch Weserbach; franz. Vesdre; wallon. Vesse; ndl. Vesder) ist ein fast 70 km langer rechter Nebenfluss der Ourthe in Belgien. In der ersten Hälfte verläuft er im deutschsprachigen Teil Belgiens, danach im französischsprachigen Gebiet. Zwei Kilometer des Oberlaufes liegen in Deutschland.

## Geografie
Die Weser entspringt in Belgien im Hohen Venn in der Schennekul nur einen Kilometer westlich der deutsch-belgischen Grenze bei Konzen. Zunächst fließt das noch kleine Gewässer nordwärts nach Roetgen, dort im Dorf zwei Kilometer lang durch Deutschland. Vorher zweigt ein rund 2500 m langer Umgehungskanal ab, der die Hauptmenge des Wassers an Roetgen vorbei und durch den Steinbach wieder der Weser zuführt. Diese Umleitung durch belgisches Waldgebiet wurde zwischen 1960 und 1962 geschaffen, um den Zufluss von verunreinigtem Kanal- und Oberflächenwasser aus dem Bereich um Roetgen zu verhindern, um so eine möglichst hohe bakteriologische Reinheit des Zulaufs in die Wesertalsperre bei Eupen zu gewährleisten. Parallel wird das sich im Raum Roetgen und Konzen ansammelnde Oberflächen- und Brauchwasser, gegenüber von Charliers-Mühle Roetgen durch einen Stollen (Weserstollen) dem Oberlauf Grölisbach des Vichtbachs zugeführt. Inzwischen wird aus Wildschutzgründen eine Verfüllung des Umgehungskanals erwogen. Die zwischen 1938 und 1950 erbaute Wesertalsperre ist die wichtigste Trinkwassertalsperre Belgiens.
Westlich von Eupen erreicht der Fluss das französische Sprachgebiet. Hier wurden an verschiedenen kleinen Nebenbächen Fischtreppen angelegt, um den inzwischen im oberen Weserbereich immer häufiger vorkommenden Forellen den Aufstieg in ihre Laichgebiete zu ermöglichen. Danach fließt die Vesdre durch Limbourg, dessen Festung der belgischen und der niederländischen Provinz Limburg den Namen gab, durch Verviers, die größte Stadt an der Vesdre, sowie durch Pepinster und Chaudfontaine.
Die wichtigsten Nebenflüsse kommen ebenfalls aus dem Hohen Venn und münden von links: der Getzbach, die Hill (franz.: Helle) in Eupen, die Gileppe kurz vor Limburg und die mit ihrem Quellbach Poleur 33 km lange Hoëgne in Pepinster. Im Stadtgebiet von Chênée (Lüttich) mündet die Vesdre mit einer mittleren Wasserführung von rund 11 m³/s in die Ourthe, nur zweieinhalb Kilometer vor deren Mündung in die Maas.

## Geschichte
Das saure und kalkarme Wasser des Flusses war von Beginn des 17. Jahrhunderts an Quelle für die aufblühende Textilindustrie, die bis in die Mitte des 20. Jahrhunderts dem gesamten Tal zu großem Wohlstand verhalf.
Wegen seiner bakteriologischen Reinheit wird das Wasser aus dem Hohen Venn in der Neuzeit in erster Linie zur Trinkwasserversorgung genutzt. Ursprünglich waren die Talsperren eher zur Regulierung des Brauchwassers für die Industrie konzipiert.

## Galerie

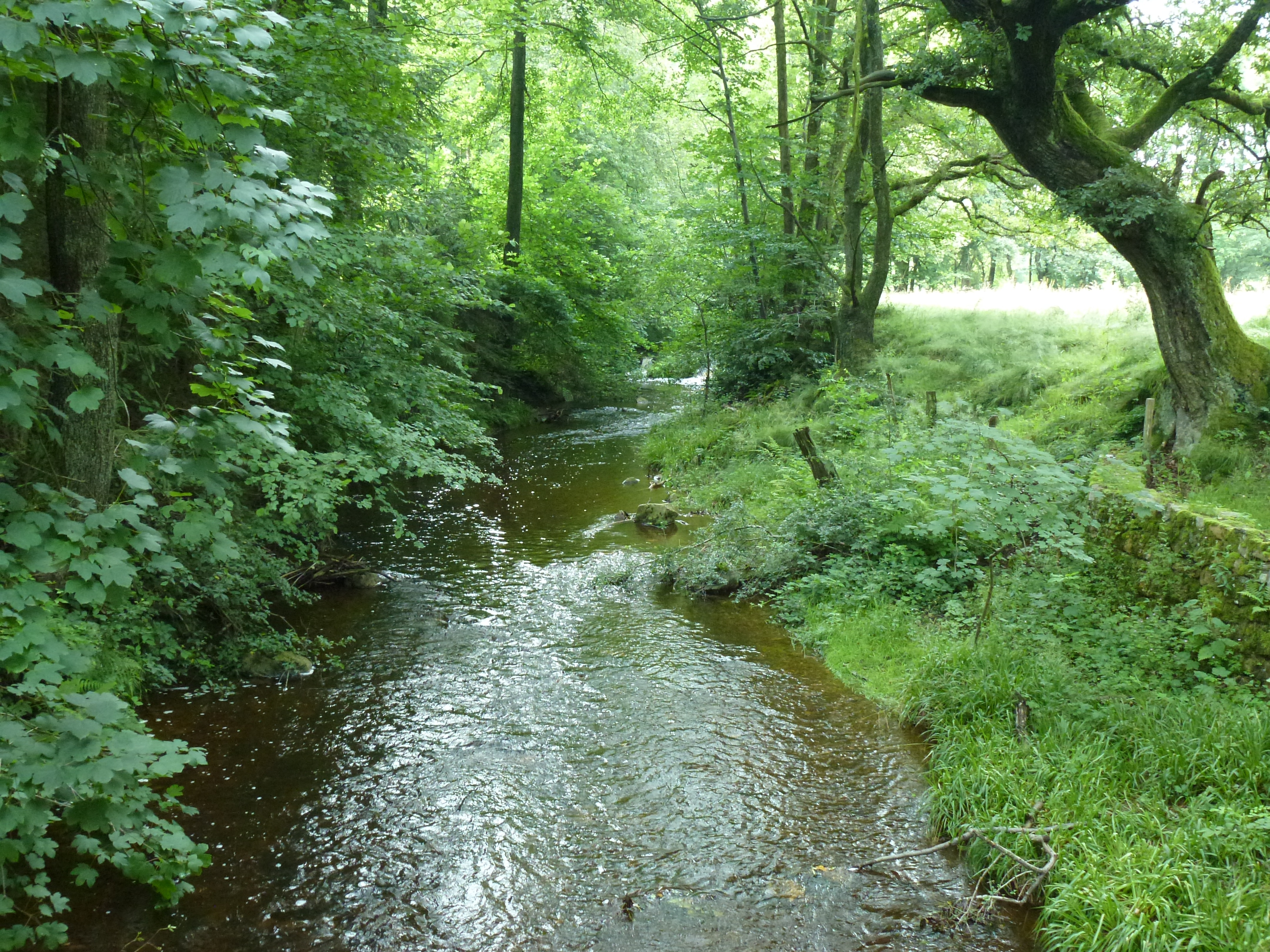
Am Oberlauf der Weser bei Roetgen
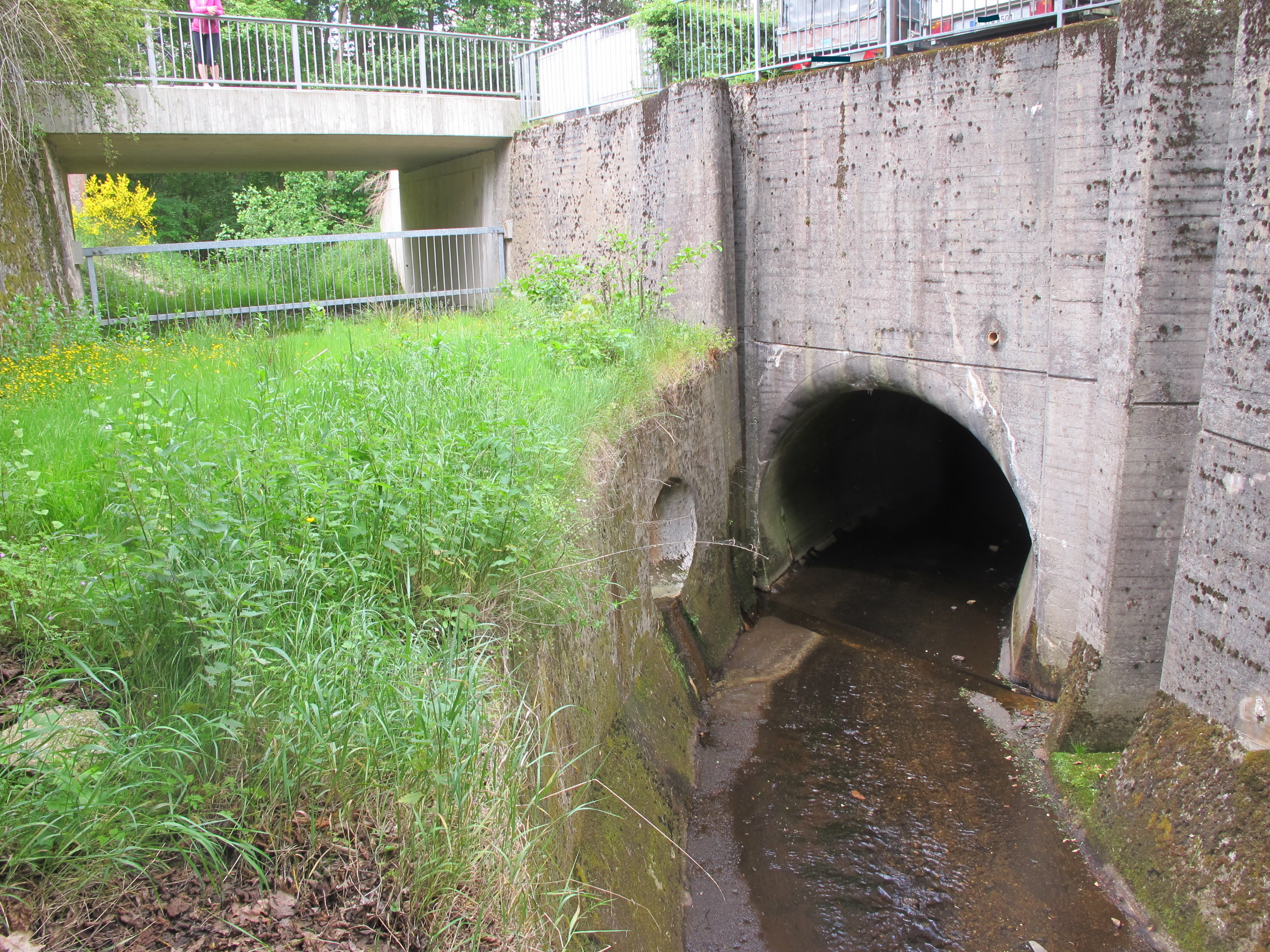
Ableitung des verschmutzten Wassers der Weser in Roetgen
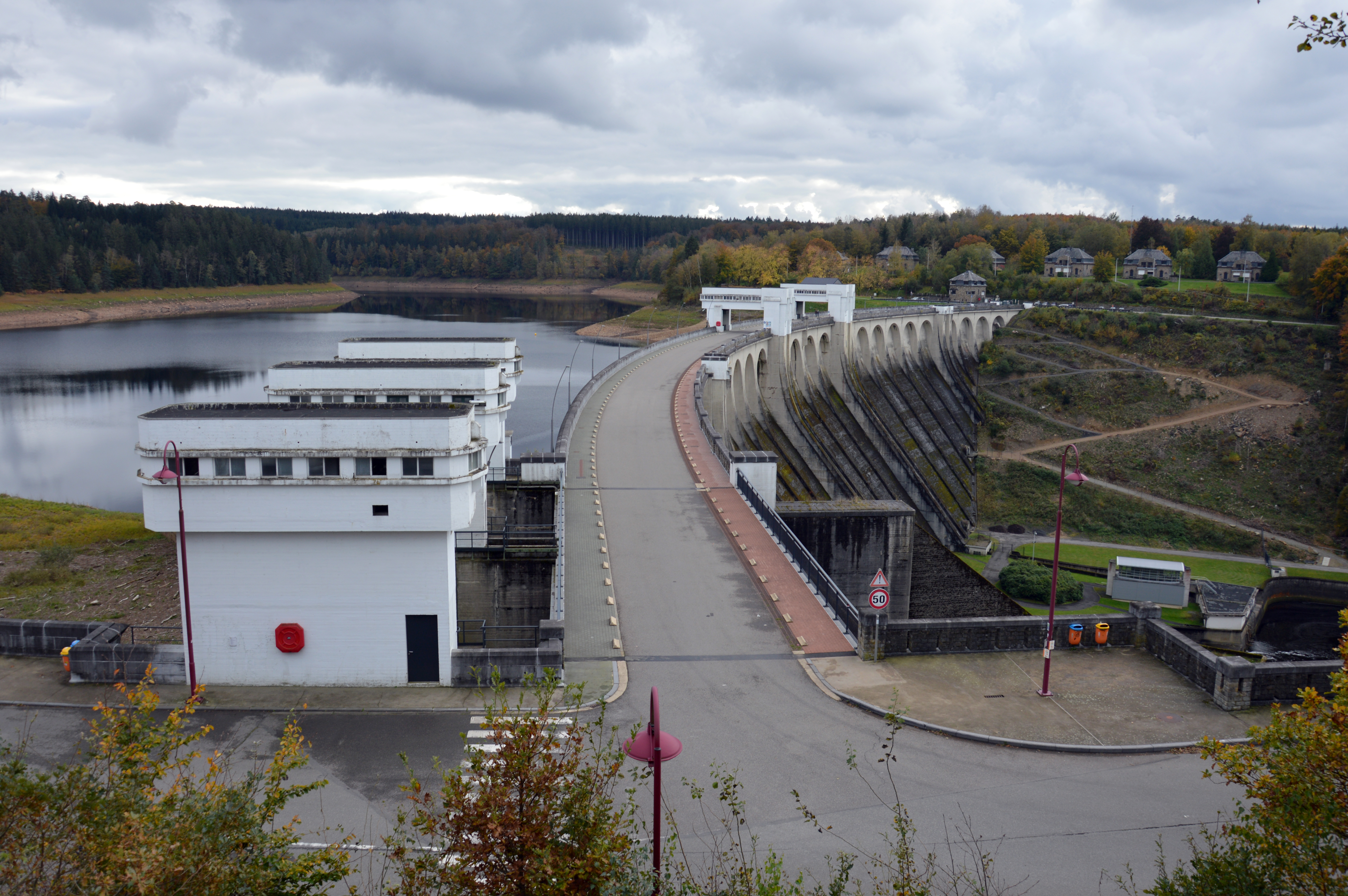
Blick auf die Wesertalsperre
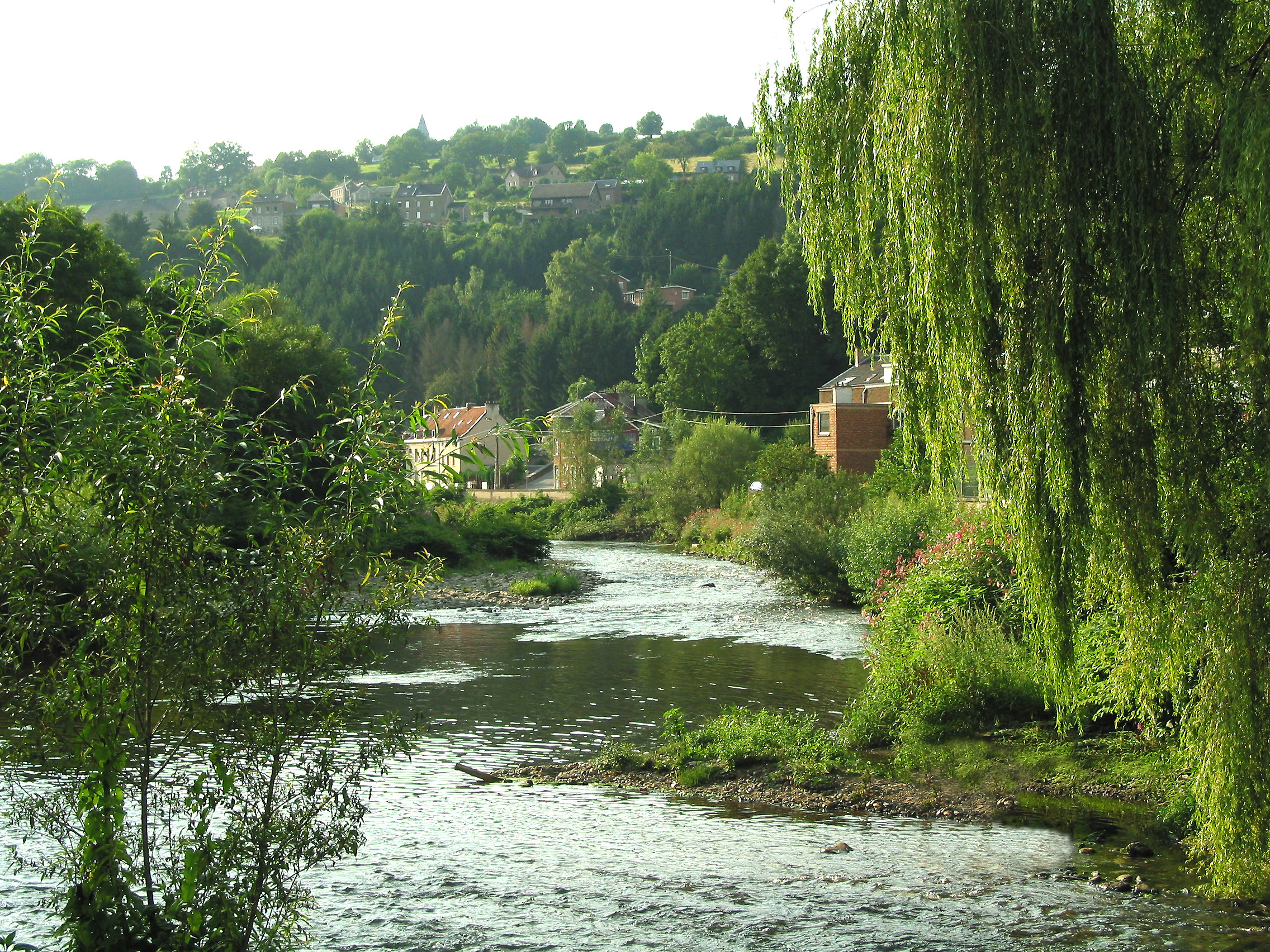
Die Weser bei Pepinster
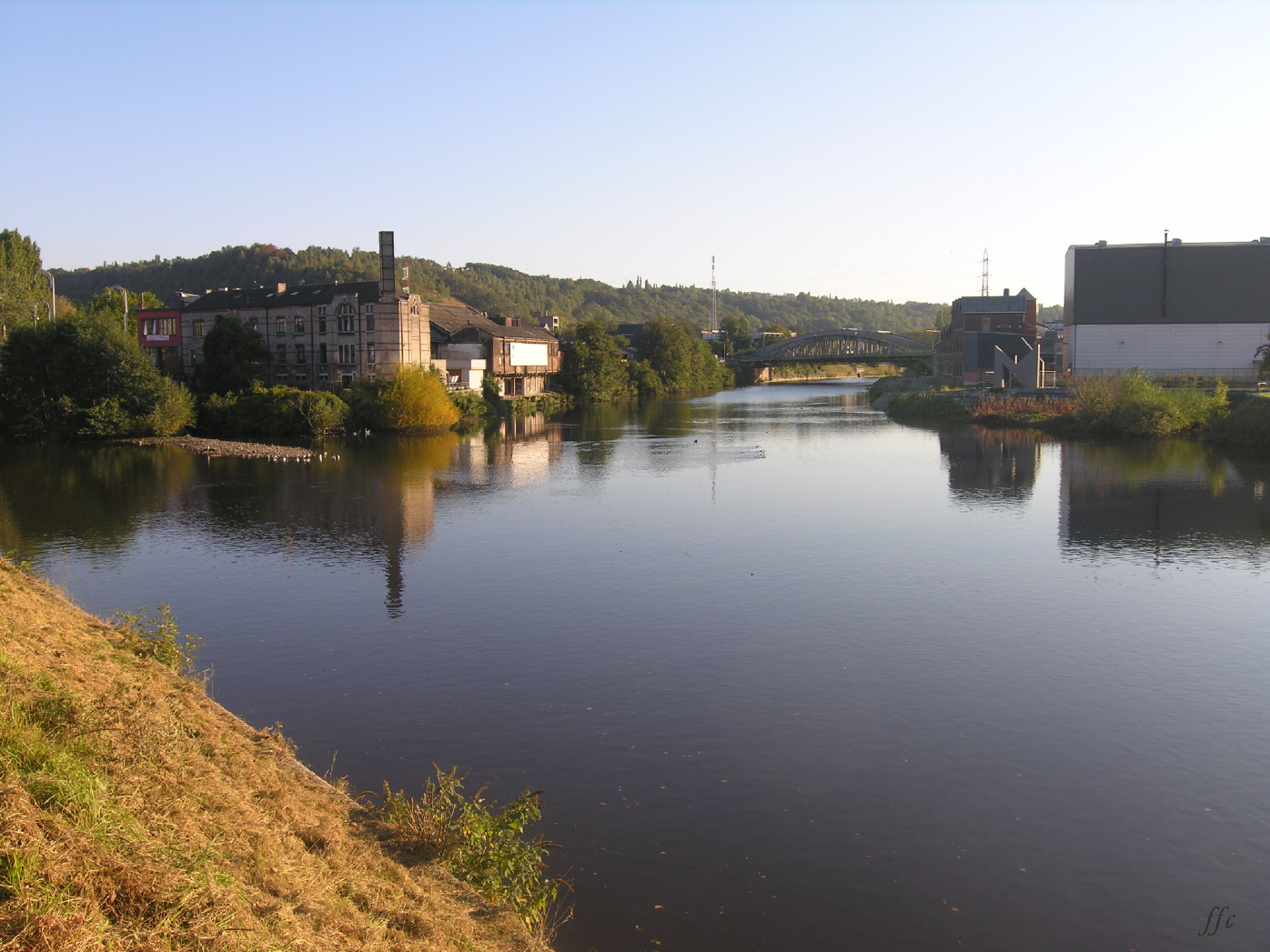
Zufluss der Vesdre/Weser (von links) zur Ourthe in Chênée
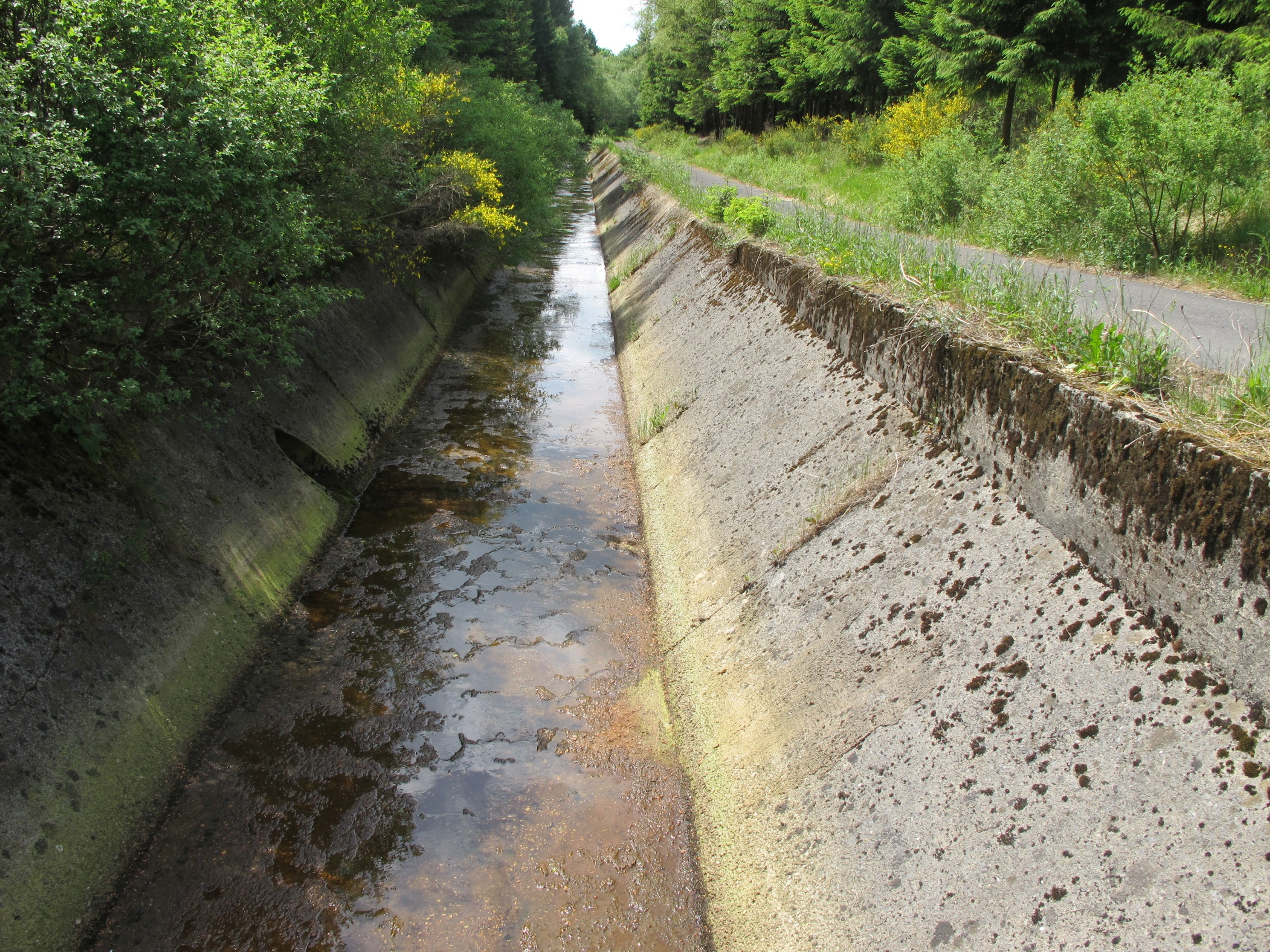
Weserumleitungskanal: Weser-Steinbach-Weser